# Erick Ferigra
Erick Steven Ferigra Burnham, noto semplicemente come Erick Ferigra (Guayaquil, 7 febbraio 1999), è un calciatore ecuadoriano, difensore del Larissa.

## Caratteristiche tecniche
È un difensore centrale moderno, dotato di buona personalità palla al piede, buon senso della posizione e capacità di impostare l'azione dalle retrovie. Può essere schierato anche come terzino destro.

## Carriera

### Club

#### Gli inizi: Kelme, Barcellona e Fiorentina
Giunto in Spagna in giovane età per questioni di lavoro dei genitori, ha tirato i primi calci al pallone nel Kelme CF, squadra di una piccola cittadina vicino ad Elche prima di passare al Barcellona all'età di 13 anni, venendo integrato nella Cantera blaugrana. Qui è rimasto fino al 2016, quando ha accettato la chiamata della Fiorentina trasferendosi in Italia. Poco utilizzato dal club viola, con la Primavera ha messo insieme 10 presenze fra campionato e Viareggio ed al termine della stagione si è trasferito in prestito al Torino.

#### Torino
Al primo anno in granata si è rivelato un elemento imprescindibile dell'undici titolare facendo coppia con Alessandro Buongiorno e conquistando la Coppa Italia Primavera. Verso primavera ha iniziato ad allenarsi con la prima squadra, ottenendo la prima convocazione ufficiale in occasione dell'incontro di Serie A contro la Lazio del 29 aprile. Al termine della stagione è stato riscattato ed in seguito utilizzato come fuoriquota sempre nella Primavera (con cui conquisterà la Supercoppa), pur allenandosi con la prima squadra.
Il 12 agosto 2018 ha fatto il suo esordio fra i professionisti subentrando a Nicolas Nkoulou a 7 minuti dalla fine dell'incontro di Coppa Italia vinto 4-0 contro il Cosenza.

#### Ascoli
Il 3 agosto 2019 è stato ceduto in prestito all'Ascoli fino al termine della stagione. Ha debuttato con il club bianconero il 18 agosto giocando da titolare l'incontro di Coppa Italia vinto 2-0 contro il Trapani, mentre sei giorni più tardi ha esordito anche in Serie B, sempre partendo dall'undici iniziale, nell'incontro casalingo vinto 3-1 sempre contro il Trapani.
La sua frequenza di impiego con il club marchigiano è stata altalenante e Ferigra ha trovato continuità solamente alla ripresa del campionato dopo lo stop dovuto alla pandemia di COVID-19, con il nuovo tecnico Davide Dionigi. Al termine della stagione ha collezionato 15 presenze fra campionato e coppa, di cui 10 dal primo minuto.

#### Rientro al Torino e Las Palmas
Rientrato al Torino, è stato confermato in prima squadra per la stagione 2020-2021. Mai impiegato nel corso della stagione, il 7 giugno 2021, in scadenza di contratto, viene tesserato con un triennale dal Las Palmas.

### Nazionale
Nel 2019 ha rifiutato la chiamata del CT della nazionale under-20 ecuadoriana, essendo intenzionato a giocare  per la nazionale spagnola, di cui possiede il passaporto.
Il 3 ottobre 2020 ha tuttavia accettato la convocazione da parte del CT dell'Ecuador Gustavo Alfaro, con cui ha debuttato sei giorni più tardi giocando il primo tempo dell'incontro di qualificazione per il campionato mondiale di calcio 2022 contro l'Argentina.

## Statistiche

### Presenze e reti nei club
Statistiche aggiornate al 7 maggio 2024.
| Stagione              | Squadra               | Campionato            | Campionato | Campionato | Coppe nazionali | Coppe nazionali | Coppe nazionali | Coppe continentali | Coppe continentali | Coppe continentali | Altre coppe | Altre coppe | Altre coppe | Totale | Totale | Totale |
| Stagione              | Squadra               | Comp                  | Pres       | Reti       | Comp            | Pres            | Reti            | Comp               | Pres               | Reti               | Comp        | Pres        | Reti        | Pres   | Reti   |        |
| --------------------- | --------------------- | --------------------- | ---------- | ---------- | --------------- | --------------- | --------------- | ------------------ | ------------------ | ------------------ | ----------- | ----------- | ----------- | ------ | ------ | ------ |
| 2018-2019             | Torino                | A                     | 0          | 0          | CI              | 1               | 0               |                    | -                  | -                  |             | -           | -           | 1      | 0      |        |
| 2019-2020             | Ascoli                | B                     | 13         | 0          | CI              | 2               | 0               |                    | -                  | -                  |             | -           | -           | 15     | 0      |        |
| 2020-2021             | Torino                | A                     | 0          | 0          | CI              | 0               | 0               |                    | -                  | -                  |             | -           | -           | 0      | 0      |        |
| 2021-2022             | Las Palmas            | SD                    | 15         | 0          | CR              | 2               | 0               |                    | -                  | -                  |             | -           | -           | 17     | 0      |        |
| 2022-2023             | Paços Ferreira        | PL                    | 16         | 0          | CLP             | 2               | 0               |                    | -                  | -                  |             | -           | -           | 18     | 0      |        |
| 2023-2024             | Paços Ferreira        | SL                    | 28         | 1          | CLP             | 1               | 0               |                    | -                  | -                  |             | -           | -           | 29     | 1      |        |
| Totale Paços Ferreira | Totale Paços Ferreira | Totale Paços Ferreira | 44         | 1          |                 | 3               | 0               |                    | -                  | -                  |             | -           | -           | 47     | 1      |        |
| Totale carriera       | Totale carriera       | Totale carriera       | 69         | 1          |                 | 8               | 0               |                    | -                  | -                  |             | -           | -           | 77     | 1      |        |

### Cronologia presenze e reti in nazionale
| Cronologia completa delle presenze e delle reti in nazionale ― Ecuador | Cronologia completa delle presenze e delle reti in nazionale ― Ecuador | Cronologia completa delle presenze e delle reti in nazionale ― Ecuador | Cronologia completa delle presenze e delle reti in nazionale ― Ecuador | Cronologia completa delle presenze e delle reti in nazionale ― Ecuador | Cronologia completa delle presenze e delle reti in nazionale ― Ecuador | Cronologia completa delle presenze e delle reti in nazionale ― Ecuador | Cronologia completa delle presenze e delle reti in nazionale ― Ecuador |
| Data                                                                   | Città                                                                  | In casa                                                                | Risultato                                                              | Ospiti                                                                 | Competizione                                                           | Reti                                                                   | Note                                                                   |
| ---------------------------------------------------------------------- | ---------------------------------------------------------------------- | ---------------------------------------------------------------------- | ---------------------------------------------------------------------- | ---------------------------------------------------------------------- | ---------------------------------------------------------------------- | ---------------------------------------------------------------------- | ---------------------------------------------------------------------- |
| 9-10-2020                                                              | Buenos Aires                                                           | Argentina                                                              | 1 – 0                                                                  | Ecuador                                                                | Qual. Mondiali 2022                                                    | -                                                                      | 46’                                                                    |
| Totale                                                                 |                                                                        | Presenze                                                               | 1                                                                      |                                                                        | Reti                                                                   | 0                                                                      |                                                                        |

## Palmarès

### Competizioni giovanili
- Coppa Italia Primavera: 1

Torino: 2017-2018
- Supercoppa Primavera: 1

Torino: 2018